# Lexington Motor Company

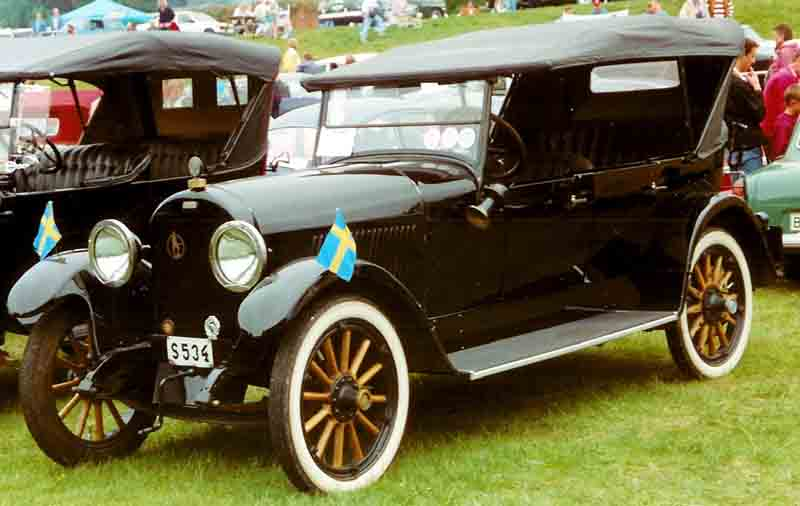
Lexington Model R-19 Minute Man Six Touring (1919)

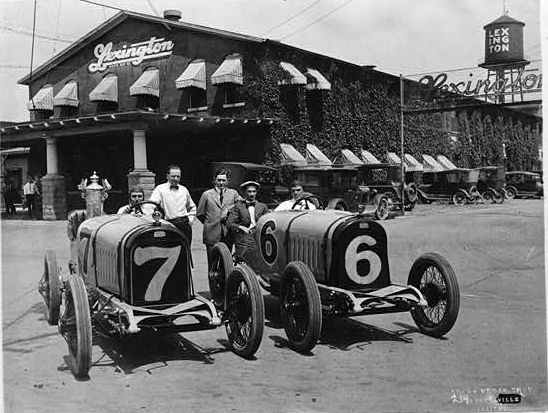
Zwei Rennwagen auf dem Gelände der Lexington Motor Company in Connersville (Indiana) 1920

Die Lexington Motor Company war ein Automobilhersteller, der 1909 bis 1927 in Lexington (Kentucky) und Connersville (Indiana) ansässig war. Wie die meisten in Indiana hergestellten Autos wurden auch die Lexington aus Komponenten unterschiedlicher Hersteller aufgebaut („Assembled Car“). Der Thoroughbred Six und der Minute Man Six waren bekannte Modelle der Firma.

## Geschichte
Die Lexington Motor Company wurde 1909 in Lexington (Kentucky) von Kinsey Stone, einem in Kentucky ansässigen Agenten für Pferderennen gegründet. Die Anfänge waren bescheiden, die erste Produktionsstätte war eine umgebaute Scheune. Schon nach wenigen Monaten waren diese Räumlichkeiten nicht mehr groß genug für das Unternehmen.
1910 gewann eine Reihe von Geschäftsleuten in Connersville (Indiana) den Eindruck, dass ihre Gemeinde sich zu stark an die Kutschenindustrie gebunden hatte, deren Geschäfte durch die wachsende Automobilindustrie immer schlechter liefen. Diese Geschäftsleute überzeugten Stone, seine Produktion in den McFarlan-Industriepark in Connersville, 18. Straße 800 zu verlegen. Der Firmensitz wurde auf das Anwesen Columbia Ave. 1950 verlegt. John C. Moore, der Chefingenieur der Firma, fing sofort an, die Fahrzeuge zu verbessern, damit sie wettbewerbsfähig blieben. Sein Motor mit separatem Auspuff für jeden Zylinder aus dem Jahre 1911 war 30 % leistungsfähiger bei geringerem Benzinverbrauch. Die Auspuffrohre wurden zu einem Doppelauspuff zusammengeführt.
1912 meldete das Unternehmen ihre Fahrzeuge sowohl für die Glidden Tour als auch für die Indianapolis 500.

### Verkauf und Expansion
Aufkommende finanzielle Probleme wurden 1913 gelöst, als die Ansted Spring and Axle Company, ein bedeutender Hersteller von Achsen und Blattfedern für Buggies, die Lexington Motor Company kaufte. Kurz darauf trat die ebenfalls im Ort ansässige Central Car Company an ihn heran um ihren eigenen, neu entwickelten Personenwagen namens Howard bei Lexington bauen zu lassen. Die Vereinbarung kam zustande, für den Vertrieb gründete das Central-Management die Howard Motor Car Company in Chicago (Illinois).
Die neue Gesellschaft firmierte unter Lexington-Howard. Ab 1915 hieß das Unternehmen wieder Lexington Motor Company. Die bis dahin in die Lexington eingebauten Vierzylindermotoren wurden durch einen leichten und einen schwereren Sechszylindermotor ersetzt. Mit diesen neuen Ansted-Motoren wurden die Lexington zu modernen, leistungsfähigen Autos. Ab 1916 wurden Continental-Motoren eingesetzt.
1915 erweiterte Lexington erstmals nach dem Umzug seine Firmengebäude. Unmittelbar nördlich der Verwaltung wurde ein Fabrikgebäude erstellt. Zur gleichen Zeit entstand der 30-m-Kamin, auf dem der Namen „Lexington“ in helleren Ziegeln zu lesen war. Vier Jahre später baute das Unternehmen eine 9852 m² große Montagehalle westlich des Verwaltungsgebäudes.
1917 verstarb der Gründer der Ansted Springs and Axle Company, E. W. Ansted, im Alter von 63 Jahren.
Im gleichen Jahr konstruierte Moore einen neuen Rahmen mit stabilem Kastenquerträger, der das Problem der verzogenen Türen, die durch die Verwindung des Rahmens entstanden, beseitigte. Dieser Wagen bekam auch eine Handbremse, die auf die Kardanwelle wirkte. 1918 hatten die Lexington feste Dächer, die von der Rex Manufacturing Company, ebenfalls im MacFarlan-Komplex angesiedelt, zugeliefert wurden.
1918 kaufte die neue Ansted Engineering Company die Motorenabteilung von Teetor-Hartley in Hagerstown (Indiana). 1919 entstand das 7.925 m² große Ansted-Motorenwerk nördlich der Lexington-Fabrik bis zur 21. Straße. So bedeckten die Lexington- und Ansted-Werke zusammen eine Fläche von 25.000 m², drei Blocks lang und zwei Blocks breit.

### Auf dem Höhepunkt

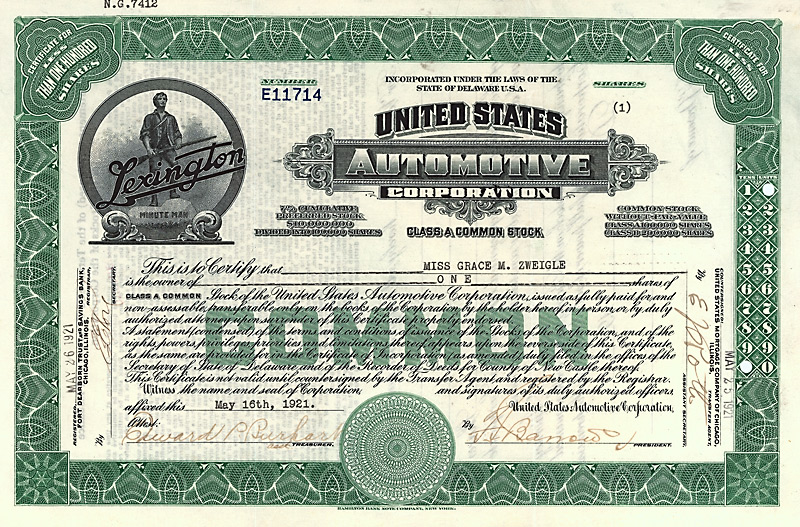
Aktie der United States Automotive Corporation vom 11. März 1921

Für das Bergrennen am Pikes Peak baute Lexington 1920 zwei Rennwagen mit kurzem Radstand und leistungsfähigen Ansted-Motoren. Bei ihrem ersten Einsatz belegten die Wagen den ersten und den zweiten Platz und gewannen die Penrose Trophy für das Unternehmen. 1924 gewann Otto Loesche erneut mit einem Lexington den Wanderpokal mit einer Fahrt von nur 18 Minuten und 15 Sekunden, sodass er bei Lexington blieb. Die Trophäe ist im Reynolds-Museum in der Vine Street ausgestellt.
Der Präsident der Gesellschaft, Frank B. Ansted, kündigte auf der New York International Auto Show am 12. Januar 1920 die Gründung der United States Automotive Corporation an. Sie entstand aus einer Fusion von Lexington Motor Company, Ansted Engineering Company, der Connersville Foundry Corporation und der Teetor-Hartley Motor Corporation. Das Firmenvermögen wurde auf 10 Mio. US$ beziffert. 1920 wurden auch so viele Lexington-Automobile gebaut wie niemals zuvor oder danach, über 6.000 Stück.
Am 16. Dezember 1921 bestellte William C. Durant, Gründer von General Motors, 30.000 Ansted-Motoren für seinen neuen Durant Six, der in Muncie (Indiana) von Durant Motors gebaut werden sollte. Ende 1921 verklagte Alanson P. Brush, Konstrukteur des Brush Runabout und Berater von GM, Ansted wegen Verletzung einer Reihe seiner Patente. Die negative Publicity schadete United States Automotive sehr.
Unterlagen zeigen, dass die United States Automotive Corporation, Lexingtons Muttergesellschaft, mehr als zehn verschiedene Fabrikgebäude zur Herstellung ihrer Autos besaß. Autohistoriker Henry Blommel schrieb: „Es war eine große Allianz von Autoteilfabriken, deren Bemühungen schließlich in Herstellung des fertigen Lexington-Automobils kulminierten.“

### Niedergang
Die nach dem Ersten Weltkrieg einsetzende Rezession der frühen 1920er-Jahre zerstörte viele US-Automobilhersteller. Auch die Lexington Motor Company und ihre Mutter, die United States Automotive Corporation, wurden davon in Mitleidenschaft gezogen. 1922 wurde nur noch etwa ein Drittel so viele Autos wie 1920 gefertigt. 1923 musste die Ansted Engineering Company Konkurs anmelden. Durant war zu dieser Zeit schon ihr Hauptaktionär. 1923 fiel auch Lexington in die Insolvenz, arbeitete aber vorläufig unter Konkursverwaltung weiter. Trotz optimistischer Ankündigungen gelang es nicht mehr, das Werk auf über 50 Prozent seiner Leistungsfähigkeit zu bringen. 1926 wurde Ansted von der Auburn Automobile Company übernommen, die ihrerseits von Errett Lobban Cord kontrolliert wurde. 1927 folgte Lexington. Am 23. Mai 1927 wurde die Fertigung der Lexington-Automobile eingestellt. Auburn nutzte die Anlagen zur eigenen Produktionserweiterung und investierte 2 Mio. US$ in Fabrik und Produktionsmittel. Die neue Automobilfabrik musste den Vergleich mit den modernsten Automobilwerken der Welt nicht scheuen. Sie bestand aus 20 Gebäuden, die eine Fläche von 140.000 m² bedeckten. 400 Karosserien und 250 fertige Automobile konnten dort pro Tag gefertigt werden. Bleche, Holz, Maschinen und andere Materialien wurden von Nordosten ins Werk gebracht und an der Südwestecke wurden die fertigen Automobile an die Kunden ausgeliefert.

## Jährliche Modellwechsel
Die frühen Lexington von 1910 bis 1913 waren Automobile mit Rutenber-Vierzylindermotoren, Radständen von 2946 mm oder 3099 mm und verschiedenen Aufbauten, wie zum Beispiel zweisitzige Runabout, Tourenwagen mit fünf oder sieben Sitzen oder Limousinen. 1914 wurden Sechszylinderautos mit einem Radstand von 3302 mm eingeführt. Der Light Six von 1915 hatte 3251 mm Radstand und leistete 29 bhp (21 kW), sein Schwestermodell Supreme Six hatte 3302 mm Radstand und lieferte 41 bhp (30 kW). Beide gab es mit verschiedensten Karosserien: dreisitzige Roadster, Tourer mit fünf, sechs oder sieben Sitzen und siebensitzige Limousinen. 1916 kostete der Thoroughbred Six-Tourenwagen 2875 US$, der Minute Man Six-Tourer 1185 US$ und das Limousinencabriolet vom gleichen Typ 1350 US$. Beide hatten schon elektrische Hupen. Im Vergleich dazu kostete der Enger 40 2000 US$, der FAL 1750 US$ und der Oakland 40 1600 US$. Der Cole 30 und der Colt Runabout waren für 1500 US$ zu haben, Oldsmobile Curved Dash für 650 US$, der Western Gale Model A für 500 US$, der Brush Runabout für 485 US$ und der Ford Modell T schon für 440 US$.
1919 gab es neue, geschlossene Karosserieformen, die „Coupelet“, „Sedanette“ und „Salon Sedan“ genannt wurden. Alle Wagen hatten Sechszylindermotoren und einen Radstand von 3099 mm.
1921/1922 gab es bei Lexington zwei Baureihen: Die Series S mit 47 bhp (34,5 kW) – Sechszylindermaschine auf einem Fahrgestell mit 3099 mm Radstand und die Series T mit 3251 mm Radstand und 60 bhp (44 kW). Die Fahrzeuge gab es als Tourenwagen mit fünf oder sieben Sitzen, Limousine, Coupé, Sedanette oder Salon Sedan mit sieben Sitzen. Auch 1924 / 1925 bot Lexington wieder zwei Baureihen an: Den Concord mit 65 bhp (48 kW) und 3023 mm Radstand und den Minute Man mit 72 bhp (53 kW) und 3124 mm Radstand. Die verfügbaren Aufbauten waren ein Tourer mit fünf oder sieben Sitzen, eine Limousine, ein Coupé, ein Royal Coach mit fünf Sitzplätzen und ein Brougham mit ebenfalls fünf Sitzen. 1926 / 1927 gab es das Model 6-50 mit dem gleichen Motor und Radstand wie der Concord als viersitzigen Roadster, viersitziges Landaulet, fünfsitzigen Phaeton oder Limousine.

## Modelle
| Modell      | Bauzeitraum | Zylinder | Leistung         | Radstand     |
| ----------- | ----------- | -------- | ---------------- | ------------ |
| C           | 1909–1910   | 4 Reihe  | 50 bhp (37 kW)   | 2946 mm      |
| D           | 1909–1910   | 4 Reihe  | 35 bhp (25,7 kW) | 2959 mm      |
| A           | 1909–1910   | 4 Reihe  | 50 bhp (37 kW)   | 3048 mm      |
| B           | 1909–1910   | 4 Reihe  | 50 bhp (37 kW)   | 3048 mm      |
| Four-40     | 1911        | 4 Reihe  | 40 bhp (29 kW)   | 2972 mm      |
| Four-45     | 1911        | 4 Reihe  | 45 bhp (33 kW)   | 3099 mm      |
| DF          | 1912        | 4 Reihe  | 40 bhp (29 kW)   | 2972 mm      |
| F           | 1912        | 4 Reihe  | 45 bhp (33 kW)   | 3099 mm      |
| Six         | 1913        | 6 Reihe  | 60 bhp (44 kW)   | 3251 mm      |
| 4-24        | 1914        | 4 Reihe  | 24 bhp (17,6 kW) | 2921 mm      |
| 6-41        | 1914        | 6 Reihe  | 41 bhp (30 kW)   | 3302 mm      |
| Famous      | 1915        | 4 Reihe  | 24 bhp (17,6 kW) | 2921 mm      |
| Light Six   | 1915        | 6 Reihe  | 29 bhp (21 kW)   | 3251 mm      |
| Supreme Six | 1915        | 6 Reihe  | 41 bhp (30 kW)   | 3302 mm      |
| 4-KA        | 1916        | 4 Reihe  | 24 bhp (17,6 kW) | 2951 mm      |
| 6-LA        | 1916        | 6 Reihe  | 29 bhp (21 kW)   | 3251 mm      |
| Series 6    | 1917–1918   | 6 Reihe  | 35 bhp (25,7 kW) | 2946 mm      |
| R-19        | 1919        | 6 Reihe  | 35 bhp (25,7 kW) | 3099 mm      |
| Series S    | 1920–1922   | 6 Reihe  | 47 bhp (34,6 kW) | 3048–3099 mm |
| Series T    | 1921–1922   | 6 Reihe  | 60 bhp (44 kW)   | 3251 mm      |
| 23          | 1923        | 6 Reihe  | 65 bhp (48 kW)   | 3124 mm      |
| Concord     | 1924–1925   | 6 Reihe  | 65 bhp (48 kW)   | 3023 mm      |
| Minute Man  | 1924–1925   | 6 Reihe  | 72 bhp (53 kW)   | 3124 mm      |
| 6-50        | 1926–1927   | 6 Reihe  | 65 bhp (48 kW)   | 3023 mm      |

## Produktionszahlen
Die folgende Liste gibt die Anzahl der in jedem Jahr hergestellten Lexington-Automobile an, beginnend mit 123 Stück 1909 über 6.128 Stück 1920 bis zu 183 Stück im letzten vollen Fertigungsjahr 1926.
| Jahr | Prod. Stück |
| ---- | ----------- |
| 1909 | 123         |
| 1910 | 625         |
| 1911 | 939         |
| 1912 | 1013        |
| 1913 | 1915        |
| 1914 | 1612        |
| 1915 | 2814        |
| 1916 | 3115        |
| 1917 | 3917        |
| 1918 | 4123        |
| 1919 | 3124        |
| 1920 | 6128        |
| 1921 | 4236        |
| 1922 | 2114        |
| 1923 | 1330        |
| 1924 | 498         |
| 1925 | 339         |
| 1926 | 183         |

## Markenname Ansted
Zwei Modelle wurden als Ansted vermarktet. 1921 gab es den Six, der auf dem Lexington Series T basierte. Er hatte einen Sechszylindermotor, der 65 PS leistete. Der Radstand betrug 302 cm. Die einzige Karosserieform war ein Roadster.
Das Modell von 1926 entsprach bis auf das Markenemblem einem Lexington. Sechszylindermotor, 65 PS Leistung, 302 cm Radstand und Aufbau als fünfsitzige Limousine waren seine Details.